# تاکتاسادا
تاکتاسادا (به مجاری:  Taktaszada) یک شهرداری در مجارستان است که در ناحیه سرنچ واقع شده‌است. تاکتاسادا ۲۵٫۷۴ کیلومتر مربع مساحت و ۲٬۰۹۵ نفر جمعیت دارد.